# Giovanni Matteo Toscano
Giovanni Matteo Toscano (1500-1576) est un littérateur et humaniste italien.

## Biographie
Né à Milan vers la fin du XVe siècle, il cultive la poésie et emploie une partie de son temps à rassembler les pièces des poètes italiens qui ont écrit en latin. Il compose des odes bibliques et traduit les Psaumes de David, d’après le texte hébreu. Ce dernier ouvrage est publié par Jean Dorat, son ami, dont il se vante d’être l’élève. Il l’a connu à la cour de Catherine de Médicis, dont il est particulièrement protégé. Toscano est aussi l’auteur d’un recueil d’épigrammes et de discours en l’honneur des écrivains qui parurent en Italie depuis la Renaissance. Il mourut en France, peu après l’année 1576.

## Œuvres
- Adr. Turnebi ad Academiam Parisiensem Prosōpopoiia, Paris, 1565, in-8° ;
- Octo cantica sacra, e sacris Bibliis, latino carmine expressa, Paris, 1575, in-8° ;
- Psalmi Davidis, ex hebraica veritate, latinis versibus expressi, ibid. , 1575, in-8° ;
- Carmina illustrium poetarum italorum, ibid., 1576, 2 vol. in-16. Il avait préparé un troisième volume, qui devait contenir le recueil complet des vers de Michel Marulle.
- Peplus Italiæ, in quo illustri viri, ... tum carmine, tum soluta oratione recensentur, ibid., 1578, in-8°, réimprimé, en 1730, par Johann Albert Fabricius, dans le Conspectus thesauri literarii in Italia, in-8°.
- Libellus de Rerum Inventoribus ex recognitione Aug. Iustiniani Episcopi Nebiensis, Hambourg, 1613, impr. Hering